# Sylvan Beach
Sylvan Beach – wieś w Stanach Zjednoczonych, w stanie Nowy Jork, w hrabstwie Oneida.